# 半済 (菊川市)
半済（はんせい）は静岡県菊川市の大字である。

## 地理
菊川市の北中部、六郷地区の西部に位置する。

### 河川
- 菊川

### 字一覧
30の字がある（2018年（平成30年）10月16日現在）。
- 小作（こづくり）
- 山田（やまだ）
- 八王寺（はちおおじ）
- 万田（まんだ）
- 万田（まんだ）
- 女淵（おんなぶち）
- 乱杭（らんぐい）
- 森下（もりした）
- 深田（ふかだ）
- 西原（にしはら）
- 高田（たかだ）
- 前田（まえだ）
- 奥屋敷（おくやしき）
- 十ノ坪（とうのつぼ）
- 金重越（きんじゅうこし）
- 石原（いしはら）
- 古川（ふるかわ）
- 菅ケ谷（すがや）
- 仲島（なかじま）
- 権左エ門（ごんざえもん）
- 島（しま）
- 堂ノ谷（どうのや）
- 榎下（えのきした）
- 北ノ谷（きたのや）
- 池ノ谷（いけのや）
- 深ケ谷（ふかがや）
- 池通（いけどうり）
- 井口（いぐち）
- 栗林（くりばやし）
- 岩之山（いわのやま）

## 歴史

### 町名の由来
室町時代の半済制度にちなんでいる。

### 沿革
- 1889年（明治22年）4月1日 - 町村制の施行により、城東郡半済村が周辺の村と合併し、城東郡六郷村となる[WEB 8]。旧村名は六郷村の大字として残る[WEB 9]。
- 1896年（明治29年）4月1日 - 郡制の施行により所属郡が小笠郡に変更。
- 1954年（昭和29年）1月1日 – 六郷村が堀之内町・内田村・横地村・加茂村と新設合併を行い、菊川町が発足する。
- 2005年（平成17年）1月17日 – 菊川町が小笠町と新設合併を行い、菊川市となる。

## 施設
- 学校法人常葉大学 常葉大学附属菊川中学校・高等学校
- 静岡銀行菊川支店
- JA遠州夢咲菊川支店
- しずてつストア菊川店
- ドラッグストアコスモス半済店
- 杏林堂薬局菊川病院前店
- ミニストップ菊川半済店
- ENEOS菊川SS
- 中部電力パワーグリッド菊川変電所
- 曹洞宗 大徳寺

## 交通

### バス
- しずてつジャストライン菊川浜岡線：（菊川駅前 方面 - ）五丁目上 - 五丁目（ - 浜岡営業所 方面）
- 菊川市コミュニティバス
  - 西方コース：（菊川市立総合病院 方面 - ）下半済（ - 加茂地区内等区間 - ）五丁目上（ - 堀之内公会堂 方面）
  - 沢水加コース：（菊川市立総合病院 方面 - ）下半済（ - 神尾・牛渕・和田内区間 - ）虹の丘（ - 青葉台・本所内区間 - プラザけやき（ - 堀之内・本所内区間 - ）菊川東中学校前（ - 六本松集会所 方面）
  - 倉沢・富田コース：（菊川市立総合病院 方面 - ）下半済（ - 小出・加茂・本所内区間 - ）五丁目上（ - 堀之内内区間 - ）プラザけやき（ - 上倉沢公会堂 方面）
  - 菊川東循環コース：（菊川市立総合病院 方面 - ）下半済（ - 小出・加茂内区間 - ）打上鹿島神社 - 打上五丁目（ - 堀之内内区間 - ）プラザけやき（ - 本所・仲島内区間 - ）島（ - 青葉台内区間 - ）虹の丘（ - 布引原北公民館 方面）
  - 菊川西循環コース：（菊川市立総合病院 方面 - ）下半済（ - 本所内区間 - ）JA菊川センター（ - 本所内区間 - ）プラザけやき（ - 堀之内内区間 - ）打上五丁目（ - 中内田上地区集落センター 方面）

### 道路
- 静岡県道245号川上菊川線
- 菊川市道朝日線（けやき通り）

## その他

### 学区
小学校・中学校の学区は以下の通りである。
| 番・番地等               | 小学校             | 中学校               |
| ------------------------ | ------------------ | -------------------- |
| 全域（以下の地域を除く） | 菊川市立六郷小学校 | 菊川市立菊川東中学校 |
| 打上・五丁目上・五丁目下 | 菊川市立六郷小学校 | 菊川市立菊川西中学校 |

### 警察
警察の管轄区域は以下の通りである。
| 番・番地等 | 警察署     | 交番・駐在所 |
| ---------- | ---------- | ------------ |
| 全域       | 菊川警察署 | 菊川駅前交番 |